# وزارة الخارجية (إثيوبيا)
وزارة الخارجية (بالأمهرية: የውጭ ጉዳይ ሚኒስቴር)‏ هي وزارة الحكومة الإثيوبية التي تشرف على العلاقات الخارجية لإثيوبيا .
تأسست الوزارة الحالية في 23 أغسطس 1995 مع صدور الإعلان رقم 4-1995، الذي أنشأ أيضًا 14 وزارة أصلية أخرى. وزير الخارجية الحالي هو السفير تاي أتسكيسيلاسي ، منذ 8 فبراير 2024.
وزارة الخارجية مسؤولة عن إدارة السياسة الخارجية للبلاد وإدارة علاقاتها الدبلوماسية مع الدول الأخرى والمنظمات الدولية. 
تاريخيًا، وزارة الخارجية الإثيوبية موجودة منذ العصر الإمبراطوري، لكن هيكلها التنظيمي ووظائفها تطورت مع مرور الوقت. خلال الفترة الإمبراطورية، قامت الوزارة بتنسيق علاقات إثيوبيا الخارجية تحت الإشراف المباشر للإمبراطور. بعد الإطاحة بالنظام الملكي في عام 1974، مرت إثيوبيا بتغيرات مختلفة، بما في ذلك إنشاء نظام شيوعي. واصلت وزارة الخارجية في أثيوبيا دورها لكنها تكيفت مع النظام السياسي الجديد. 
تتعاون وزارة الخارجية في أثيوبيا بشكل وثيق مع مكتب رئيس الوزراء والوكالات الحكومية الأخرى ذات الصلة لتشكيل أهداف السياسة الخارجية لإثيوبيا. وهي تمثل مصالح إثيوبيا على الساحة الدولية، وتجري المفاوضات والدبلوماسية بشأن مختلف القضايا، وتتعامل مع المسائل المتعلقة بالقانون والمعاهدات والاتفاقيات الدولية.

## أنظر أيضا
- المساعدات الخارجية لإثيوبيا
- قائمة البعثات الدبلوماسية لإثيوبيا
- قائمة البعثات الدبلوماسية في إثيوبيا

## ملحوظات
1. ↑  "Ministry of Foreign Affairs of Ethiopia - This is the official website of the Ministry of Foreign Affairs of the Federal Democratic Republic of Ethiopia". مؤرشف من الأصل في 2024-08-11.
2. ↑  "History of the Ministry - Ministry of Foreign Affairs of Ethiopia". 30 أغسطس 2021. مؤرشف من الأصل في 2024-05-08.

## روابط خارجية
- وزارة خارجية إثيوبيا
- وزارة الشباب والرياضة في إثيوبيا